# Lahn (ville)
Pour les articles homonymes, voir Lahn (homonymie).

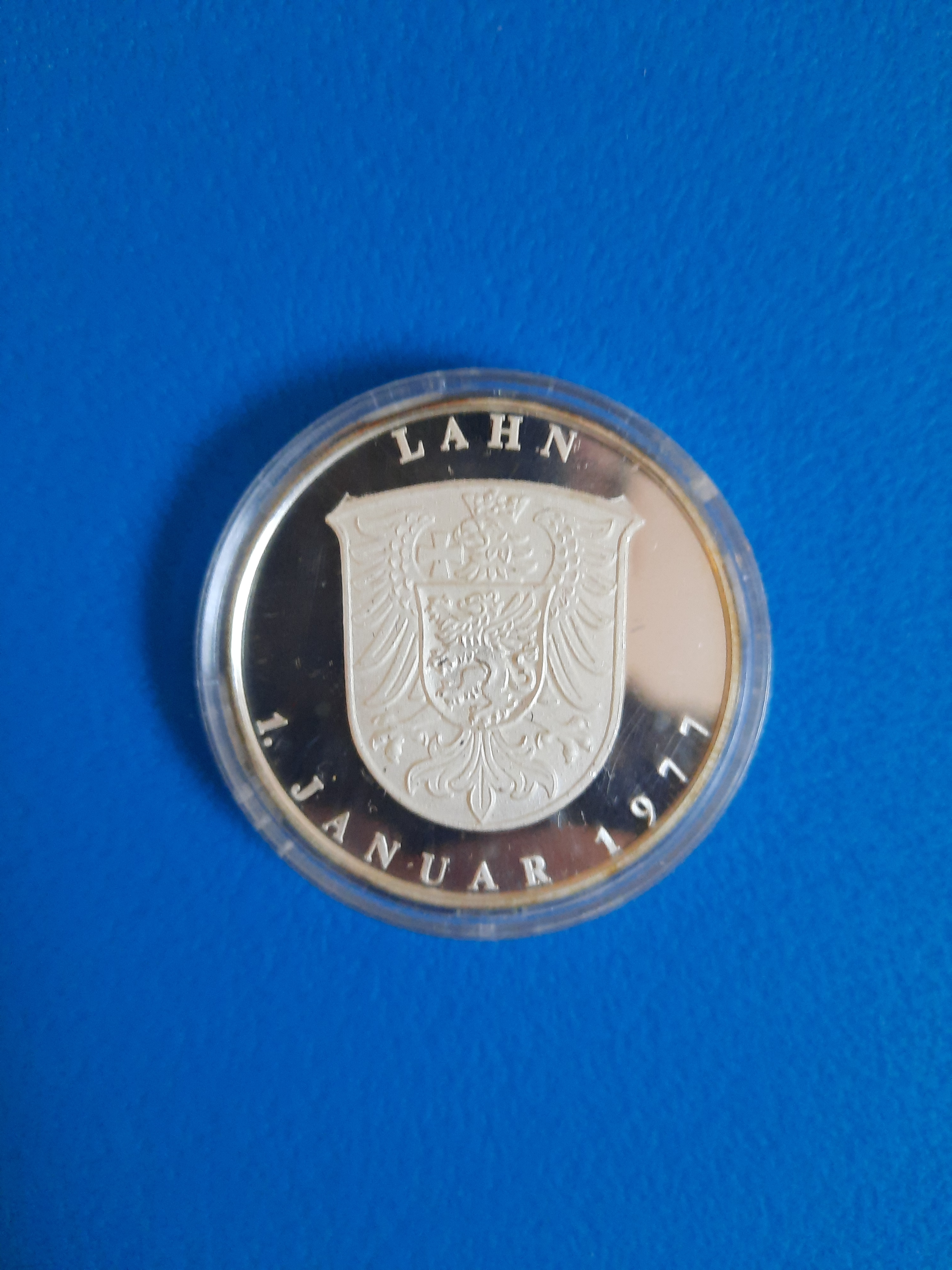
Médaille commémorative de la fondation de la ville de Lahn en janvier 1977.

Lahn est une ancienne ville dans la Hesse, en Allemagne. Elle fut fondée le 1er janvier 1977, par la fusion des villes de Giessen et Wetzlar. On lui a alors donné le nom de la rivière Lahn, afin de faire une fusion sur pied d'égalité. Cependant, comme la fusion était très impopulaire — elle avait été imposée sur les villes contre la volonté de presque tous les habitants — la ville fut rescindée le 31 juillet 1979, de sorte que la ville de Lahn n'a existé que durant deux ans et demi.